# Pingasa attenuans
Pingasa attenuans är en fjärilsart som beskrevs av Walker 1860. Pingasa attenuans ingår i släktet Pingasa och familjen mätare. Inga underarter finns listade i Catalogue of Life.